# بارا مانسا
بارا مانسا (به پرتغالی: Barra Mansa) یک منطقهٔ مسکونی در برزیل است که در ریو دو ژانیرو واقع شده‌است. بارا مانسا ۵۴۷٫۱۳۳ کیلومتر مربع مساحت و ۱۸۴٬۸۳۳ نفر جمعیت دارد و ۳۸۹ متر بالاتر از سطح دریا واقع شده‌است.